# National-Stadion (Sierra Leone)
Das National-Stadion (englisch National Stadium), auch Siaka Stevens Stadium, in Freetown, ist das einzige international eingesetzte Sportstadion Sierra Leones. Es wird primär für Fußballspiele, jedoch auch für Leichtathletik-Events genutzt. Zum Komplex gehören zudem Tennisplätze und Schwimmbäder.
Das National-Stadion ist Spielstätte der Sierra-leonischen Fußballnationalmannschaften, der East End Lions, des Mighty Blackpool FC, von Ports Authority und des FC Kallon.
Ursprünglich 1979 von einer chinesischen Baufirma errichtet, wurde das Stadion von dieser 2004 grundlegend saniert und erhielt seinen neuen Namen. Bis dahin war es unter dem Namen „Siaka Stevens Stadium“ bekannt; dieser Name wird unter anderem vom Sierra-leonischen Fußballverband weiterhin genutzt.
Seit Ende Februar 2022 und voraussichtlich zwei Jahre lang wird das Stadion generalsaniert. Die Kosten von 40 Millionen US-Dollar übernimmt die Volksrepublik China.

## Besondere Vorkommnisse
Am 26. März 2008 sperrte die FIFA das Nationalstadion von Sierra Leone bis auf Weiteres. Alle internationalen Spiele (u. a. Qualifikation zur Fußball-Weltmeisterschaft 2010) mussten in einem neutralen Stadion eines Nachbarlandes stattfinden. Am 26. Mai 2008 wurde das Nationalstadion von der FIFA wieder zugelassen.